# NGC 2685
NGC 2685 (другие обозначения — UGC 4666, ARP 336, MCG 10-13-39, IRAS08517+5855, ZWG 288.12, PRC A-3, PGC 25065) — линзовидная галактика с перемычкой (SB0) и полярным кольцом, находящаяся в созвездии Большая Медведица.
Этот объект входит в число перечисленных в оригинальной редакции «Нового общего каталога».
Подробное изучение этой галактики, одной из первых обнаруженных галактик с полярным кольцом, осуществил В. А. Гаген-Торн.